# Bombylisoma notatum
Bombylisoma notatum är en tvåvingeart som först beskrevs av Engel 1933.  Bombylisoma notatum ingår i släktet Bombylisoma och familjen svävflugor. Inga underarter finns listade i Catalogue of Life.